# L'erede - The Heir
L'erede - The heir è un film del 2011 diretto da Michael Zampino.

## Trama
Bruno è un giovane radiologo con una discreta posizione sociale, fidanzato con una donna bella e ricca, Francesca, proprietaria di una casa a St. Moritz. Il padre è morto, lasciandogli una villa in collina, della quale non avevano mai sentito parlare. Bruno e Francesca decidono di verificare in cosa consista questa eredità inattesa. Dopo un lungo viaggio in auto, giunti in un bosco fitto nel cuore dell'Appennino, si trovano davanti un edificio novecentesco, austero, con le sale decorate a stucco, vecchi mobili e la necessità urgente di qualche lavoro di manutenzione.
Appena Francesca vede la casa, ha un moto di rifiuto, suggerendo a Bruno di venderla. Lui decide invece di risistemarla, chiede preventivi al geometra locale e intanto si trasferisce per qualche giorno in un albergo del paese. Nel frattempo Francesca torna in città. La corte della villa confina con il casolare di Paola, una vedova, madre di due figli: Angela, una contadinella sveglia e disinibita, e Giovanni, un fisico da lottatore con il cervello di un dodicenne - "un incrocio genetico tra una capra e un orco", dirà Bruno, quando aveva ancora voglia di scherzare.
Paola si presenta subito in casa di Bruno e cerca di carpirne l'affetto, blandendolo in modo eccessivo, mentre il figlio, Giovanni, sembra molto arrabbiato rifiutandogli persino di rivolgergli la parola. La ragazza invece ha strane attenzioni verso di lui, finendo per farsi irretire, quasi contro la propria volontà. Una mattina Bruno si trova Angela in casa e cede alle sue richieste, sconvolto dai modi diretti e spicci con cui lo attira a sé. La ragazza è impregnata di uno spirito inquieto: è un po' cartomante, un po' trendy, ma sostanzialmente rimane una contadina, poco socievole e ingenua, ma dotata di un'intensa ed esplicita carica sessuale.
La famiglia di Paola lavora negli annessi della proprietà di Bruno. All'inizio si comportano tutti da buoni borghesi, ma poco alla volta un'altra verità viene a galla. La "signora Paola" è conosciuta in paese come donna avida, crudele e in odore di stregoneria: è accusata di aver indotto al suicidio il marito, probabilmente per liberarsene.
Bruno intuisce che i suoi modi subdoli e invadenti, celano una richiesta ben precisa. Ancora non capisce quale. Ma presto Paola lo chiarirà a gran voce: la casa del padre di Bruno spetta a lei e alla sua famiglia, anzi è già loro, ha una lettera autografa in cui il padre le intesta la casa, perché erano amanti e Giovanni è il "figlio di tuo padre", quindi fratellastro di Bruno.
La lettera non ha valore legale perché è superata da un testamento successivo, ma la pressione su Bruno aumenta: Paola gli chiede di venderle la casa ad un prezzo inferiore a quello di mercato. Quando Bruno rifiuta scoppia la violenza: Giovanni lo atterra scaraventandogli un pentolone di stufato sulla schiena: "ho preso la mira e moderato la forza, non volevo mica ammazzarlo", si giustificherà poi con la madre. Lo chiudono in un bagno, sequestrandolo per tutta la notte. Il giorno dopo Giovanni lo minaccia, finché Bruno cede e si dice disposto a lasciargli la casa: "in considerazione del dovere morale, che ho capito di dovermi assumere, per riparare alla "confusione" creata da mio padre nella tua famiglia".
Bruno viene finalmente liberato, e Paola inscena una patetica cena di conciliazione, in cui si fa riprendere con i suoi "figli", Giovanni e Bruno. Giovanni non crede alla sincerità di Bruno e continua a minacciarlo. Nel cuore della notte infatti, Bruno tenta la fuga ma, appena sale sulla sua auto, viene preso a pugni da Giovanni, che lì lo aspettava. Legato e imbavagliato a questo punto Bruno capisce che non c'è più ritorno. La violenza, finora repressa dietro modi apparentemente civili, ora erompe senza freni. È una spirale che irretisce Bruno, scatena Paola e il figlio Giovanni, fino a spingerli all'omicidio, giustificata da errori e conflitti insanabili, tra borghesi e contadini, ricchezza e povertà. Un lento crescendo che porta inevitabilmente alla violenza. Un modo di mostrare, senza parole, ma con grande efficacia, l'evolversi di una situazione che non può concludersi che con il delitto.
Paola e Giovanni elaborano un piano: uccidere Bruno simulando un incidente. Angela cerca di liberarlo ma viene malmenata dal fratello. Imbraccia il fucile, non sa sparare, è sinceramente contraria a questa uccisione, ha dell'affetto per Bruno e vede tutta l'assurdità del complotto in cui la madre e il fratello vogliono coinvolgerla, ma - soggiogata completamente dai familiari - non può fare altro che cedere, in attesa di un epilogo, comunque cruento.
Per ammazzare Bruno lo sollevano sul tetto con un paranco: riferiranno che è scivolato mentre cercava di sistemare le tegole sopra il bagno, nel quale c'è un'infiltrazione. Il finale, con colpo di scena ribalta le posizioni. La vicenda sentimentale tra Bruno, Francesca la borghese e Angela la villanella, rimane irrisolta nel finale aperto tipico di un certo cinema all'italiana.

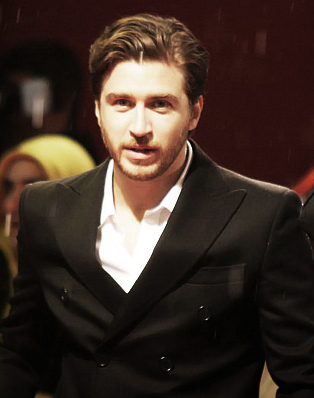
Alessandro Roja, 2010

## Accoglienza

### Critica
- È con sincero piacere constatare come l'esordiente italo-francese Michael Zampino (proveniente dai corti) abbia affrontato un noir anziché scaricare sullo spettatore il solito carico di egotismi pretenziosi. [...] Valerio Caprara, Il Mattino
- È il caso de L'erede, nuovo titolo in catalogo della coraggiosa Iris Film di Christian Lelli[5], opera del talentuoso Michel Zampino con Alessandro Roja e Guja Jelo. [...]  Davide Turrini,  Liberazione 17 luglio 2011
- Bislacco thriller italiano, ambientato sull'appennino marchigiano. Il giovane radiologo Bruno arriva nella grande e fatiscente villa ereditata dal padre. [...] Massimo Bertarelli,  Il Giornale 8 luglio 2011
- Un thriller all'italiana, girato sugli Appennini da un regista italo francese e interpretato da una squadra di attori che più varia non si può: una brava signora del teatro che al cinema aveva quasi rinunciato, una giovane acrobata da circo, il volto simbolo della Roma criminale (per fiction) e un coniglio meticcio, Vasco, con tanto di addestratore al seguito. Opera prima di Michael Zampino, scritto a quattro mani con il blasonato Ugo Chiti,"L'Erede", sarà dall'8 luglio in venti sale , per dimostrare che il cinema di genere, anche quello più oscuro, in Italia non è ancora morto. Martedì 5 luglio 2011 - Ilaria Ravarino